# Колики у лошадей
Колики — резкая боль в желудке, вызванная брожением пищи из-за неправильного кормления, содержания или тренинга животного.
Заболевания, вызывающие колики, часто сопровождаются илеусом.
Илеус — нарушение или прекращение прохождения содержимого по кишечному каналу вследствие обтурации, давления или нарушения его двигательной функции. Различают следующие формы илеуса:
- Обструктивный (обтурационный) илеус. Характеризуется сужением или полным закрытием просвета кишечника из-за образований различных механических препятствий (каловые массы, опухоли, инородные тела, рубцовые стенозы, паразиты), которые при этом не оказывают сильного воздействия на кровеносные сосуды стенки кишечника.
- Странгуляционный илеус. Характеризуется сужением или полным закрытием просвета кишечника, причем дополнительно происходит сдавливание кровеносных сосудов стенки кишечника и прекращение его кровоснабжения.
- Паралитический илеус. Характеризуется динамической кишечной непроходимостью, нарушением или прекращением перистальтики в результате снижения тонуса миоцитов кишечной стенки.
- Спастический илеус. Характеризуется непроходимостью части кишечника без нарушения кровообращения. Вызывается длительным непроизвольным сокращением мышц, которое происходит вследствие повышения тонуса миоцитов.
- Ишемический илеус. Характеризуется гемостатической кишечной непроходимостью и частичным некрозом (ишемией) стенки кишечника. Развивается в результате внезапной закупорки магистральных сосудов, местного сосудистого тромбоза или эмболии. Сопровождает тромбоэмболические колики и является в большинстве случаев следствием паразитарных заболеваний (стронгилёз).
- Адгезивный илеус. Или спаечная кишечная непроходимость. Характеризуется сдавливанием кишечника за счёт образования спаек между стенками кишечника или брыжейкой.[1]

## Причины

### Спастическая непроходимость
- Острое расширение желудка
- Хроническое расширение желудка
- Энтералгия кишечника
- Вздутие кишок (метеоризм)

### Паралитическая непроходимость
- Застой содержимого в тонком кишечнике (химостаз)
- Застой содержимого в толстом кишечнике (копростаз)

### Механическая непроходимость
- Обтурационный илеус (внутренняя закупорка кишечника)
- Странгуляционный илеус (острая непроходимость кишечника)

Спутывание, заворот кишечника, внутреннее ущемление кишок
Инвагинация кишечника

## Классификация по А. В. Синеву
Согласно этой классификации колики подразделяются на симптоматические, ложные и истинные. Симптоматические наблюдаются при инфекционных, инвазионных, хирургических и некоторых других болезнях. Ложные колики сопровождают болезни внутренних органов(кроме пищеварительного тракта). Истинными коликами считают большую группу болезней желудка и кишок.

## Лечение
- техника введения носопищеводного зонда лошади
- прокол слепой кишки у лошади
- постановку глубокой клизмы с дармтампонатором
- прокол брюшной стенки